# 日南海岸国定公園
日南海岸国定公園（にちなんかいがんこくていこうえん）は、宮崎県南部から鹿児島県志布志湾西岸の肝属川河口までの海岸線を包括した国定公園。1955年6月1日指定。
著名な景勝地に青島、堀切峠、鵜戸神宮、都井岬、枇榔島 (鹿児島県)、横瀬海岸などがある。海岸線と共に海中の美しさでも知られ、日南海岸海中公園は国内で初めて設置された海中公園の一つである。
なお宮崎県北部、門川町沖の枇榔島は日豊海岸国定公園内。

## 主な景勝地
- 青島
鬼の洗濯板ともいわれる奇勝で、砂岩泥岩互層が浸食によって形成された鋸歯状の海岸地形が知られる（天然記念物「青島の隆起海床と奇形波食痕」）。亜熱帯植物の宝庫でも知られる（特別天然記念物「青島亜熱帯性植物群落」）。青島神社の鎮座地。
- 日南海岸
変化に富んだ海岸線が続く。
- 堀切峠・道の駅フェニックス
海岸線の眺望に優れる公園内随一の景勝地。
- サンメッセ日南
イースター島の長老会が世界で唯一認めたモアイ像がある。
- 鵜戸神宮
自然の岩窟の中に設けられた神社。神社としては非常に珍しく、鳥居から社殿に至るまでの境内は下り坂となっている。
- 道の駅なんごう
- 恋ヶ浦
サーフスポットで知られる。また鳥羽天皇が上陸したという伝説があり、鳥羽天皇が丘の上から都を恋しがった事から「恋ヶ浦」と名付けられたとされている[5]。
- 都井岬
御崎馬で知られる。この馬は高鍋藩が軍用馬として放牧を始めたものが、後に野生化したものであり、国の天然記念物。
- 志布志湾
- 横瀬海岸

## 自然
前述の通り、青島にはビロウなどの亜熱帯性植物が繁茂する。また、都井岬周辺にはソテツが自生、志布志湾にはクロマツの松原が見られる。動物では都井岬の御崎馬及び幸島のサルが著名。また、日南海岸は透明度が非常に高く、黒潮の影響で温暖なためテーブル珊瑚が繁殖する。

## 前史
「日南海岸」の用語が初めて用いられたのは1950年のことで、毎日新聞主催「新日本観光地百選」へのはがき投票が行われた際に、宮崎県の観光関係者が「日南海岸」を統一的に用い投票したことによる。このとき、121万枚のはがきを送った。「日南」は日向国の南を意味するが、同じく1950年に発足した日南市の他には一部（宮崎交通に合併された「日南バス」など）で散発的に使用されるのみであった。

## ギャラリー

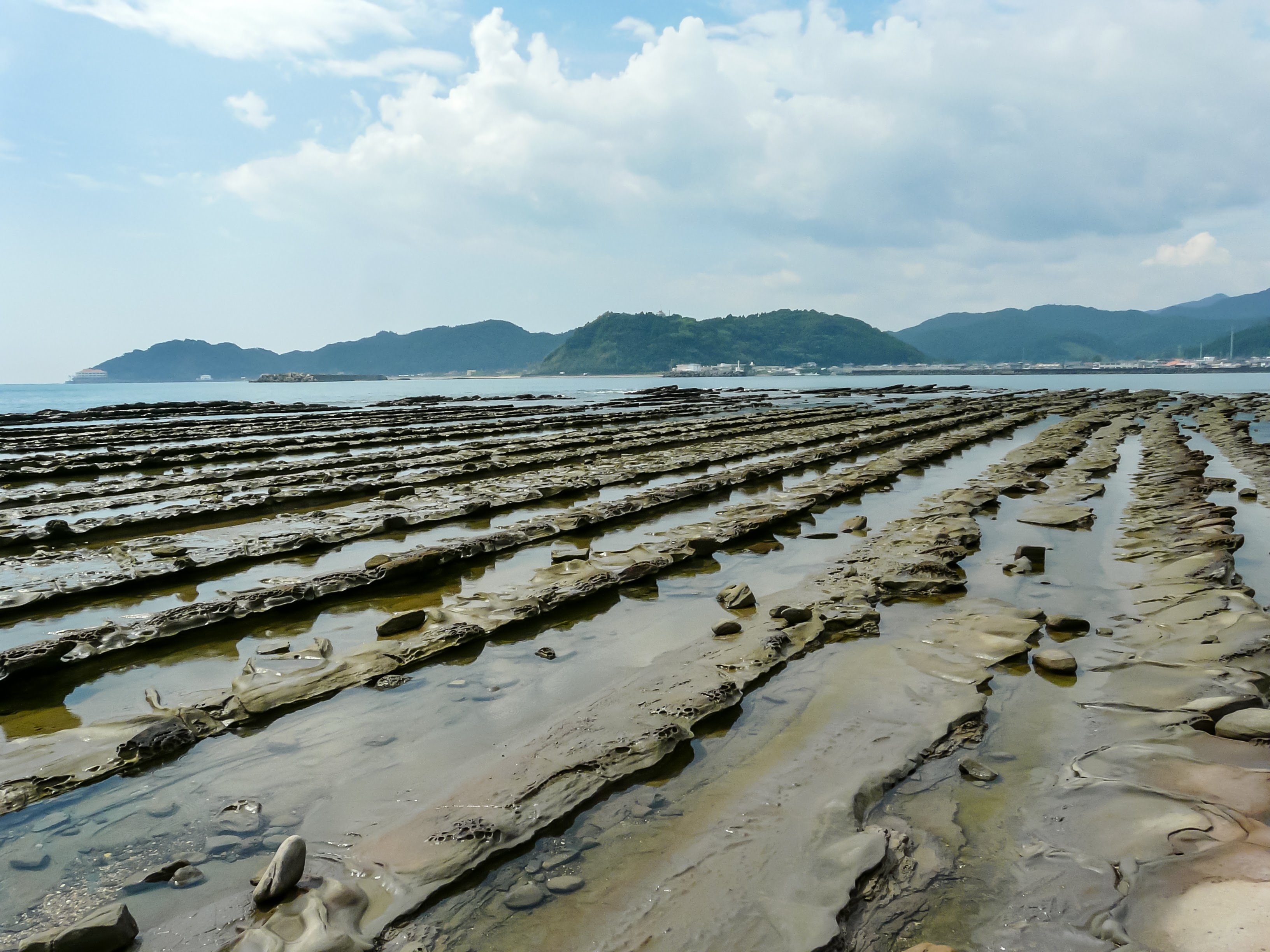
鬼の洗濯板
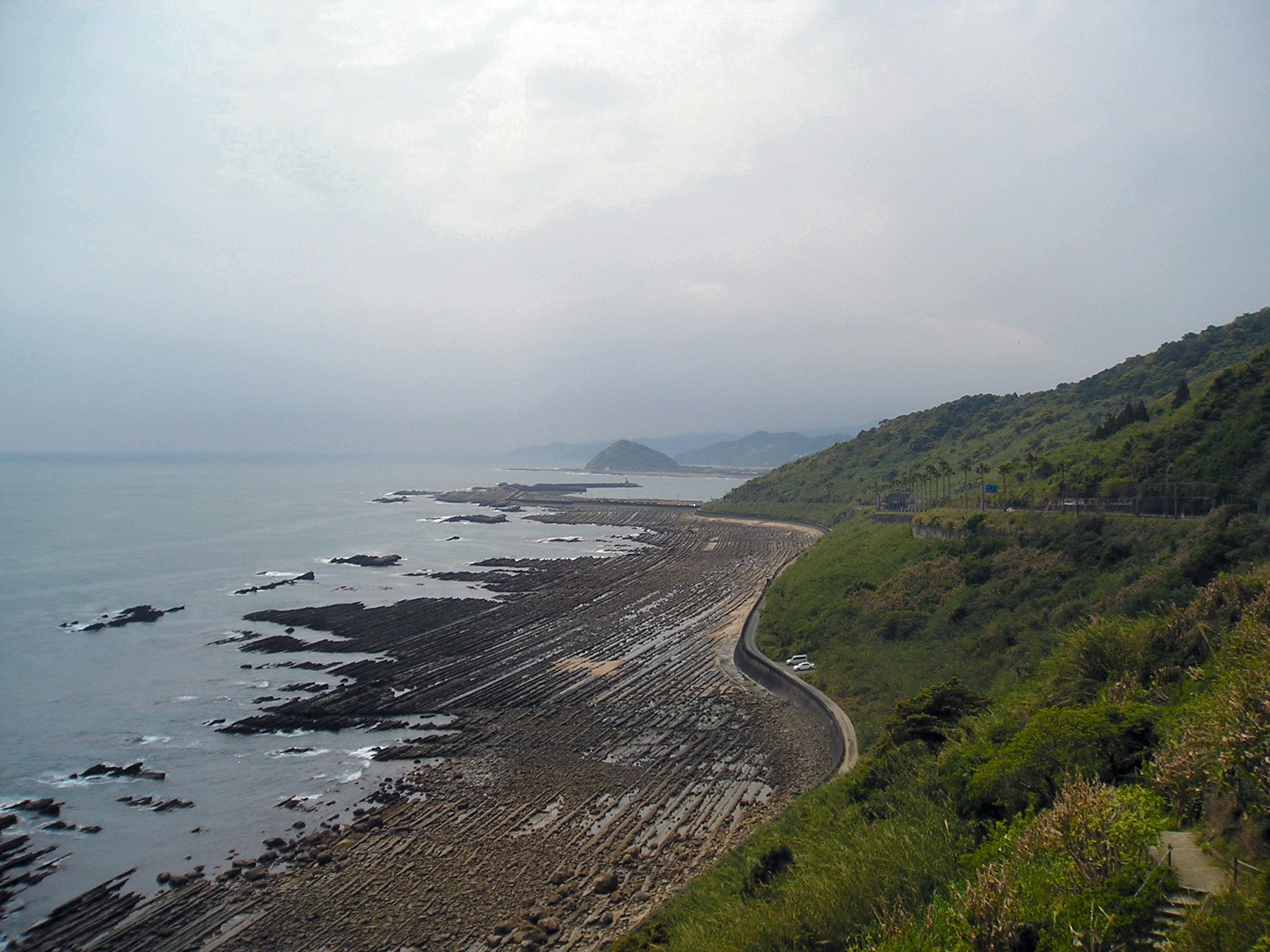
堀切峠
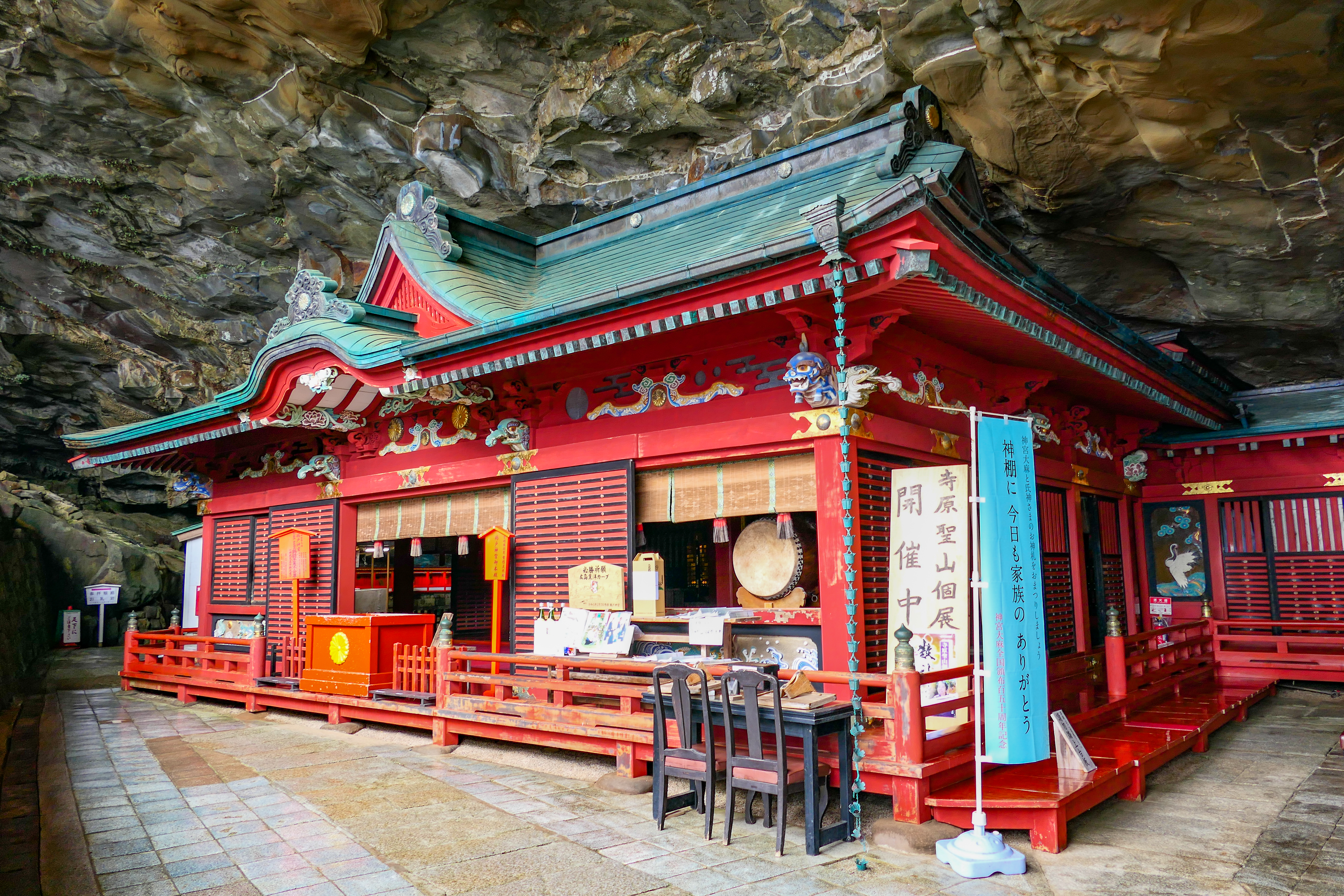
鵜戸神宮
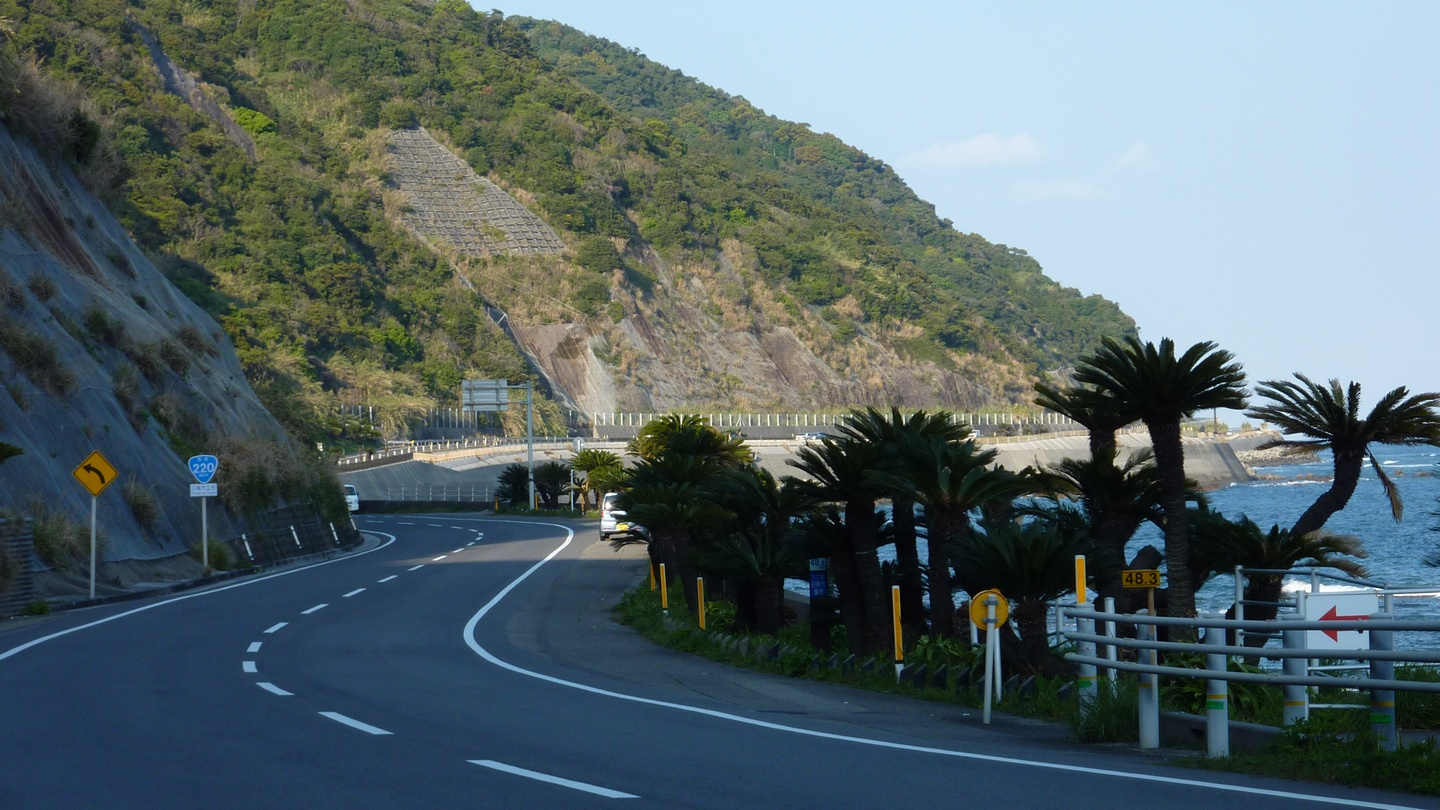
日南海岸（国道220号）
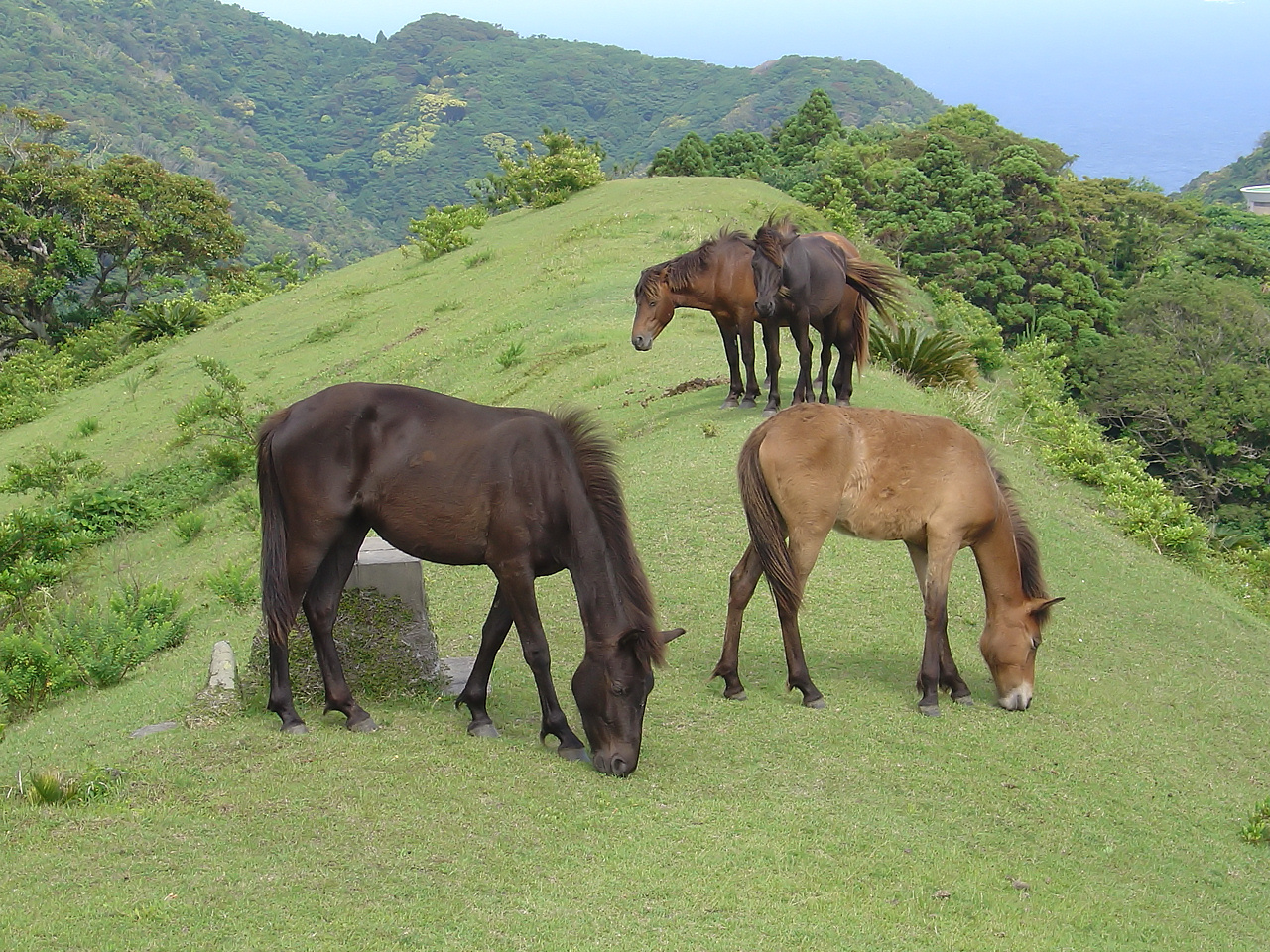
都井岬の岬馬
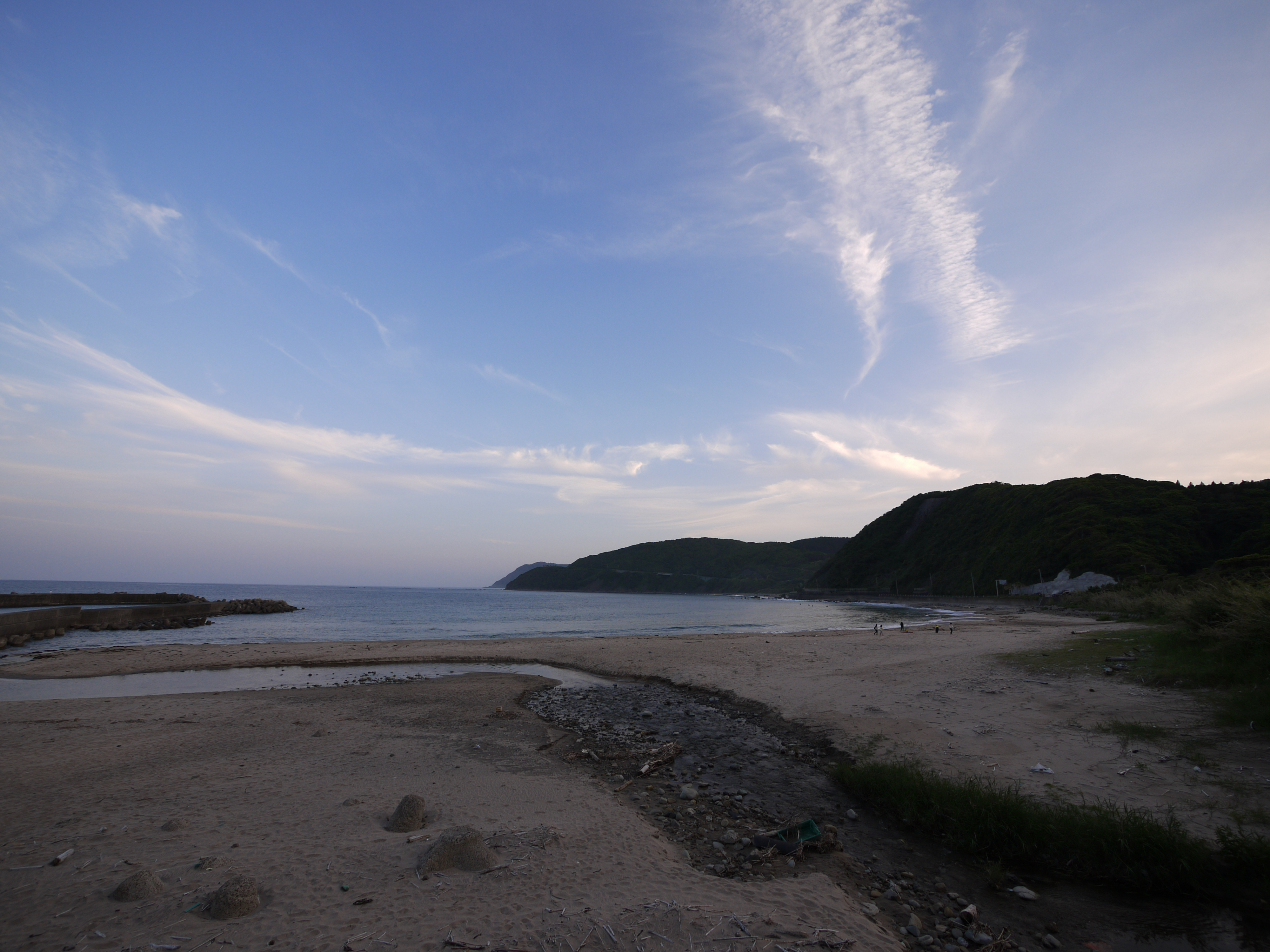
恋ヶ浦